# لینگچو
لینگچو (انگلیسی: Lingqu) یا کانال لینگچو (چینی ساده‌شده: 灵渠; چینی سنتی: 靈渠; پین‌یین: Líng Qú) کانالی در شهرستان شینگ‌آن، نزدیک گویلین، در شمال غربی گوانگشی، چین است.
این کانال رود شیانگ (که به سمت شمال در یانگ‌تسه جریان دارد) را به لی جیانگ (که به سمت جنوب در رود گوی و سپس رود شی جریان می‌یابد) متصل می‌کند و بدین ترتیب بخشی از یک مسیر تاریخی آبی میان یانگ‌تسه و دلتای رود مروارید است. این نخستین کانال در جهان بود که دو حوضه رودخانه‌ای را به هم متصل کرد و امکان کشتیرانی تا حدود ۲٬۰۰۰ کیلومتر (۱٬۲۰۰ مایل) از پکن به دلتای رود مروارید را فراهم ساخت. این کانال همچنین یکی از بهترین نمونه‌های حفاظت‌شده در نوع خود در جهان به‌شمار می‌رود.
طول این کانال ۳۶٫۴ کیلومتر (۲۲٫۶ مایل) است.

## تاریخچه
در سال ۲۱۴ پیش از میلاد، چین شی هوانگ، نخستین امپراتور دودمان چین (۲۲۱–۲۰۶ پیش از میلاد)، دستور ساخت کانالی برای اتصال رودهای شیانگ و لی را با هدف حمله به قبایل بای‌یوه در جنوب صادر کرد. معمار این پروژه، شی لو (چینی: 史祿) بود. این کانال قدیمی‌ترین کانال هم‌تراز در جهان محسوب می‌شود و آب آن از رود شیانگ تأمین می‌شود. در سال ۸۲۵ میلادی، سی و هفت دریچه تنظیم جریان در آن تعبیه شد. در قرن دوازدهم میلادی، توصیف روشنی از پونددریچه (pound locks) در منابع تاریخی آمده است که احتمالاً یکی دو قرن پیش از آن نصب شده بودند. این کانال همچنین در حفاظت از آب نقش مهمی ایفا می‌کرد و تا یک‌سوم جریان رود شیانگ را به رود لی منحرف می‌ساخت.
این کانال در فهرست موقت میراث جهانی یونسکو ثبت شده است.